# Lily King

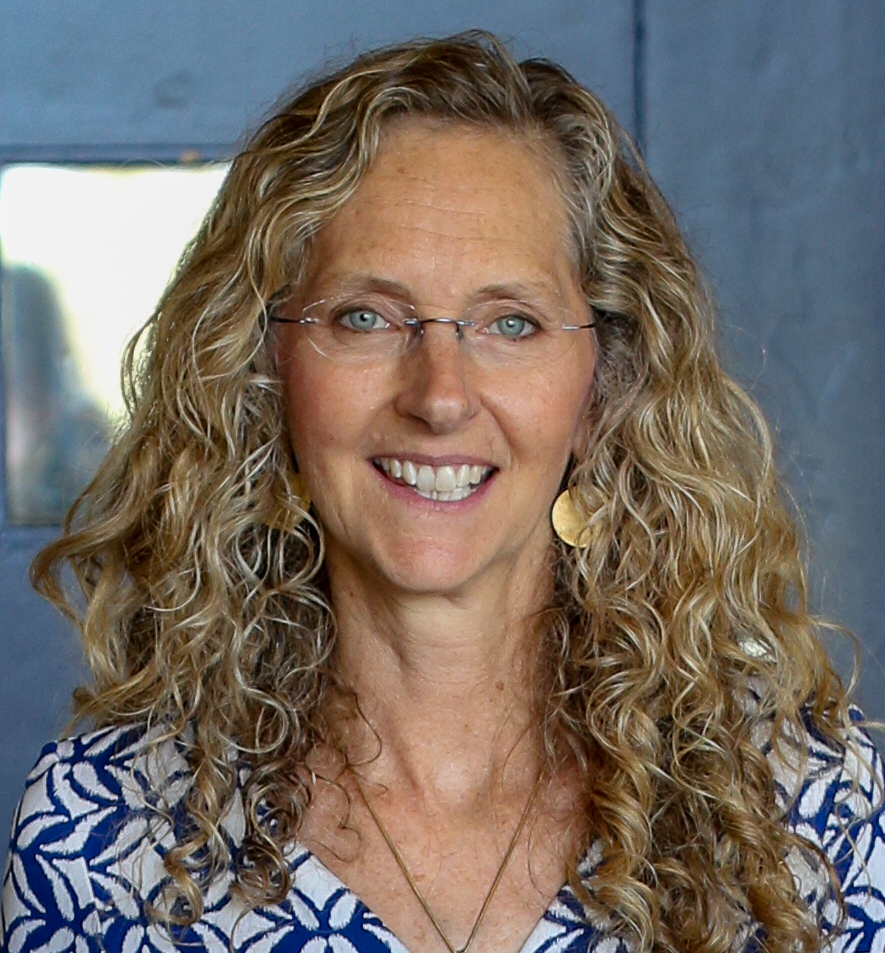
Lily King

Lily King (* 1963 in den USA) ist eine US-amerikanische Autorin.

## Leben
King wuchs in Massachusetts auf und errang einen Bachelorabschluss im Fach Englische Literatur an der University of North Carolina at Chapel Hill. Nach ihrem Master-of-Arts-Abschluss im Fach Kreatives Schreiben an der Syracuse University unterrichtete sie an verschiedenen nordamerikanischen Oberschulen sowohl Englische Literatur als auch Kreatives Schreiben.
1995 kam ihre erste Sammlung von Kurzgeschichten als Buch heraus. Diesem folgten bisher (2015) vier Romane, die zum Teil preisgekrönt wurden. Weitere Kurzgeschichten wurden in Zeitschriften wie Ploughshares oder Glimmer Train sowie in Anthologien veröffentlicht.
King ist Fellow der MacDowell Colony.

## Preise und Auszeichnungen
- 2000 Whiting Writers’ Award für The Pleasing Hour[1]
- 2000: Barnes and Noble Discover Award für The Pleasing Hour
- 2005: Maine Award for Fiction für The English Teacher
- 2010: New England Book Award für Father of the Rain
- 2014: Kirkus Prize for Fiction für Euphoria[2]
- 2014: Finalist beim National Book Critics Circle Award für dasselbe Buch
- 2016: Wissensbuch des Jahres für Euphoria

## Veröffentlichungen
- Up in Ontario and Other Stories. Syracuse University Press, Syracuse 1995.
- The Pleasing Hour: A Novel. Atlantic Monthly Press, New York City, USA 1999, ISBN 0-87113-754-2.
  - deutsch: Ein Hausboot in Paris, Roman. Suhrkamp, Frankfurt am Main 2002, ISBN 3-518-39950-0.
- The English Teacher: A Novel. Atlantic Monthly Press, New York City, USA 2005, ISBN 0-87113-897-2.
- Father of the Rain: A Novel. Grove/Atlantic, New York City, USA 2010, ISBN 978-0-8021-1949-0.
- Euphoria. Atlantic Monthly Press, New York City 2014, USA.
  - deutsch: Euphoria, Roman (über die Ethnologin Margaret Mead),[3]  aus dem Englischen von Sabine Roth, C.H. Beck, München 2015, ISBN 978-3-406-68203-2.[4]
- Writers & Lovers. Grove Press, New York City, USA 2020, ISBN 978-0-8021-4853-7.
  - deutsch: Writers & Lovers, Roman. C.H.Beck, München, ISBN 978-3-406-75698-6
- Five Tuesdays in Winter. Picador, London 2021, ISBN 978-1-5290-8647-8.
  - deutsch: Hotel Seattle : Erzählungen. Aus dem Englischen von Hanna Hesse. C.H.Beck, München, 2022, ISBN 978-3-406-79101-7